# Bryconacidnus hemigrammus
Bryconacidnus hemigrammus är en fiskart som först beskrevs av Pearson 1924.  Bryconacidnus hemigrammus ingår i släktet Bryconacidnus och familjen Characidae. Inga underarter finns listade.